# Thomas Lobb
Thomas Lobb  (1811 — 1894) foi um botânico britânico.